# Tetrablemma helenense
Tetrablemma helenense är en spindelart som beskrevs av Benoit 1977. Tetrablemma helenense ingår i släktet Tetrablemma och familjen Tetrablemmidae. Inga underarter finns listade i Catalogue of Life.